# The King's Man (película de 2021)
The King's Man (conocida en España como The King's Man: la primera misión y en Hispanoamérica como King's Man: el origen) es una película de comedia, acción, espionaje y drama histórico de 2021 dirigida por Matthew Vaughn a partir de un guion de Vaughn y Karl Gajdusek y una historia de Vaughn. Es la tercera entrega de la serie de películas de Kingsman, que se basa en el cómic The Secret Service de Mark Millar y Dave Gibbons, sirve como precuela de Kingsman: The Secret Service de 2014 y Kingsman: The Golden Circle de 2017.
La película presenta un elenco que incluye a Ralph Fiennes, Gemma Arterton, Rhys Ifans, Matthew Goode, Tom Hollander, Harris Dickinson, Daniel Brühl, Djimon Hounsou y Charles Dance, y se enfoca sobre varios eventos durante la Primera Guerra Mundial y el nacimiento de la organización Kingsman.
The King's Man se estrenó en cines el 22 de diciembre de 2021 en los Estados Unidos, y el 26 de diciembre de 2021 en el Reino Unido por 20th Century Studios, retrasándose varias veces desde una fecha de estreno original de noviembre de 2019, en parte debido a la pandemia de COVID-19.

## Argumento
En 1902, el aristócrata británico Orlando, duque de Oxford, su esposa Emily y su joven hijo Conrad visitan un campo de concentración de la segunda guerra bóer mientras trabajaban para la Cruz Roja. Emily muere durante un ataque de francotiradores bóer en el campamento, lo que hace que el pacifista Orlando determine que el mundo necesita a alguien para evitar tales conflictos antes de que ocurran.
Doce años más tarde, Orlando ha reclutado a dos de sus sirvientes, Shola y Polly, en su red de espionaje dedicada a proteger al Reino Unido y al Imperio británico de la inminente Gran Guerra. A Conrad, deseoso de pelear, se le prohíbe unirse por el protector Orlando, quien persuade a lord Kitchener, secretario de Estado para la Guerra, para que no lo deje unirse al Ejército.
A instancias de Kitchener, Conrad y Orlando viajan con el amigo de Orlando archiduque Francisco Fernando a través de Sarajevo, y Conrad salva al archiduque de una bomba lanzada por Gavrilo Princip, un intento rebelde de provocar una guerra. Más tarde, sin embargo, Princip se encuentra nuevamente con el séquito del archiduque, esta vez logrando disparar fatalmente a Francisco Fernando y su esposa Sofía. El grupo de Orlando, basándose en la información de los sirvientes socialmente invisibles de otros dignatarios, se entera de que Princip era parte de un complot para enfrentar a los imperios alemán, ruso y británico entre sí. El grupo, encabezado por el misterioso Pastor desde un cuartel general secreto en la cima de una montaña, tiene su propia red de agentes, incluido el místico ruso Grigori Rasputín, un asesor de confianza del zar Nicolás II de Rusia.
Rasputín, por orden del Pastor, manipula al zar Nicolás, envenenando a su hijo pequeño y solo curándolo cuando Nicolás promete abandonar la guerra. Conrad es notificado de la manipulación de Rasputín por su primo Felix Yusupov. Sabiendo que el Frente Occidental quedará vulnerable si Rusia deja la guerra, Conrad entrega esta información a Kitchener y su aide-de-camp mayor Morton, que zarpó hacia Rusia. Su barco es torpedeado por un submarino, aparentemente matándolos a ambos. La noticia de la muerte de Kitchener llega a Orlando, lo que lo impulsa a viajar a Rusia con Shola, Polly y Conrad para lidiar con Rasputín de una vez por todas. En una fiesta de Navidad organizada por el príncipe Yusupov, Orlando, Shola, Conrad y Rasputín pelean, la escaramuza solo termina cuando Polly dispara y mata a Rasputín.
A las órdenes de Shepherd, Erik Jan Hanussen, un asesor del káiser Guillermo II, envía el Telegrama Zimmermann, con la esperanza de distraer a Gran Bretaña y los Estados Unidos. Aunque el mensaje es interceptado por la inteligencia británica y entregado a los Estados Unidos, el presidente Woodrow Wilson se niega a unirse a la guerra sin pruebas concretas. El Pastor recluta a Lenin y ordena a sus bolcheviques que derroquen al zar y retiren a Rusia de la guerra, enviando a un asesino para matar a los Romanov.
Ahora que es mayor de edad, Conrad es enviado a la Guardia de Granaderos, en contra de los deseos de su padre. Orlando se encuentra con el rey Jorge V, quien convoca a Conrad de regreso a Gran Bretaña. Conrad envía de regreso a un joven soldado llamado Lance Corporal Archie Reid en su lugar, dándole el nombre en clave «Lancelot», para enviar un mensaje a su padre. Disfrazado como Archie, miembro de la Black Watch, Conrad se ofrece como voluntario para una misión en la tierra de nadie para recuperar información de un agente británico herido allí, pero a su regreso lo confunden con un espía alemán y lo ejecutan accidentalmente de un disparo en la cabeza. Sin embargo, la información que obtuvo del espía es la prueba que el presidente Wilson necesitaba para entrar en la guerra.
El grupo de Orlando se entera de que el presidente Wilson está siendo chantajeado con una película de él siendo seducido por una de los agentes del Pastor, Mata Hari. Orlando la localiza en la embajada estadounidense y, después de dominarla, recupera su bufanda lana de cachemira, hecha de lana rara que solo se encuentra en una región montañosa específica. Al identificar correctamente este lugar como la base de operaciones del Pastor, Orlando, Shola y Polly se dirigen allí y luchan para entrar. Se revela que Morton, que fingió su propia muerte y hundió el acorazado, también resulta ser el Pastor. Orlando y Shola pelean y matan a Morton mientras Polly recupera el negativo de la película original de la seducción de Wilson, lo que permite que las fuerzas de su país se movilicen.
Un año después de la guerra, Orlando compra la Kingsman Tailor Shop como fachada para su organización. Orlando, Shola, Polly, King George, Archie Reid y un embajador de los EE. UU. forman el Kingsman original, cada uno asumiendo un nombre en clave de la leyenda del rey Arturo para honrar a Conrad. En una escena a mitad de créditos, se revela que Hanussen asumió la identidad del Pastor y presenta a Lenin al asesino de los Romanov: un joven Adolf Hitler.

## Reparto
- Harris Dickinson como Conrad Oxford.
- Ralph Fiennes como Orlando Oxford / Arthur.
- Daniel Brühl como Erik Hanussen.
- Charles Dance como Herbert Kitchener.
- Rhys Ifans como Grigori Rasputin.
- Matthew Goode como Captain Morton / The Shepherd.
- Aaron Taylor-Johnson como Archie Reid / Lancelot.
- Gemma Arterton como Polly / Galahad.
- Tom Hollander como Jorge V / Guillermo II / Nicolás II / Percival.
- Djimon Hounsou como Shola / Merlin.
- Stanley Tucci como embajador de los Estados Unidos / Bedivere.
- Alison Steadman como Rita.
- Robert Aramayo como Sargento Mayor Atkins.
- Neil Jackson como Capitán Forrest.
- Valerie Pachner como Mata Hari.
- Joel Basman como Gavrilo Princip.
- August Diehl como Vladímir Lenin.

## Producción

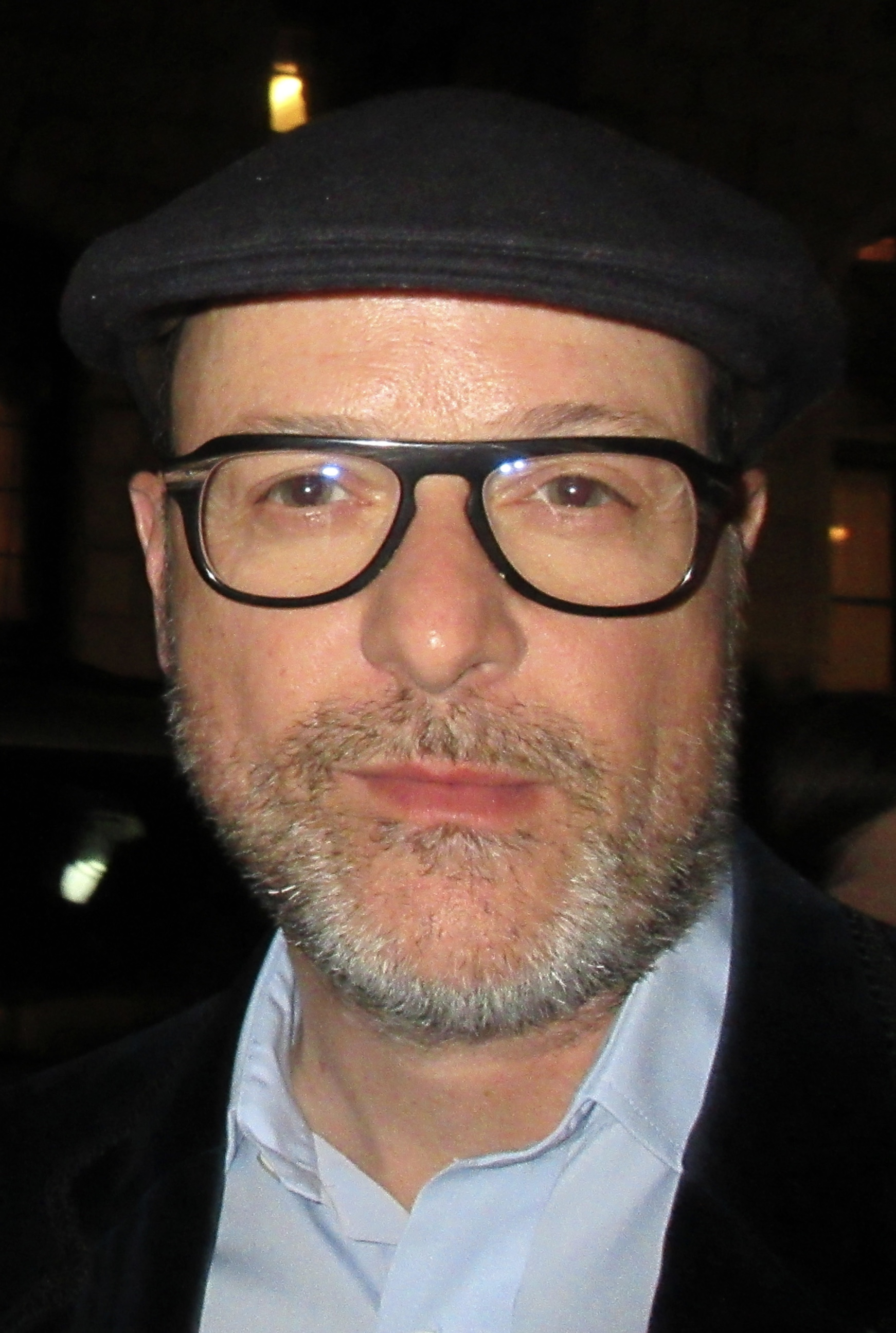
Matthew Vaughn, director, guionista y productor de la película.

En junio de 2018, Matthew Vaughn anunció que se estaba desarrollando activamente una película de precuela titulada Kingsman: The Great Game, e indicó que la trama tomaría lugar a principios de la década de 1900 y mostraría la formación de la agencia de espionaje, y que el proyecto filmaría junto a "la tercera película de Kingsman". En septiembre de 2018, se anunció que Ralph Fiennes y Harris Dickinson protagonizarían la precuela. En noviembre de 2018, se reveló que Daniel Brühl, Charles Dance, Rhys Ifans y Matthew Goode co-protagonizarían la película.
En febrero de 2019, se informó que Aaron Taylor-Johnson, Gemma Arterton, Tom Hollander, Djimon Hounsou, Alison Steadman, Stanley Tucci, Robert Aramayo y Neil Jackson se habían unido al elenco cuando comenzó el rodaje en el Reino Unido.

## Estreno
The King's Man tuvo su estreno mundial en Londres, Reino Unido, el 7 de diciembre de 2021, y se estrenó en cines el 22 de diciembre de 2021, su octava fecha de lanzamiento propuesta y más de dos años después de su estreno original.
Originalmente estaba programada para ser estrenada el 8 de noviembre de 2019 pero se pospuso primero al 15 de noviembre de 2019, luego al 14 de febrero de 2020, y luego al 18 de septiembre de 2020. La fecha de lanzamiento se retrasó nuevamente hasta el 26 de febrero de 2021, debido a la pandemia de COVID-19. Tras el retraso de las películas del Universo cinematográfico de Marvel, The King's Man se adelantó dos semanas hasta el 12 de febrero de 2021, antes de volver a trasladarse al 12 de marzo de 2021. En enero de 2021, la fecha de publicación se retrasó nuevamente hasta el 20 de agosto de 2021. En marzo de 2021, se retrasó aún más hasta la fecha de diciembre de 2021. La película se proyectará en los cines durante 45 días antes de lanzarse en las plataformas digitales.

## Recepción
The King's Man recibió reseñas generalmente mixtas de parte de la crítica y de la audiencia. En el sitio web especializado Rotten Tomatoes, la película posee una aprobación de 41%, basada en 181 reseñas, con una calificación de 5.1/10 y con un consenso crítico que dice: "La sólida actuación central de Ralph Fiennes en The King's Man se ensucia con el descenso de esta precuela tonalmente confusa al tedio del thriller de acción." De parte de la audiencia tiene una aprobación de 67%, basada en más de 5000 votos, con una calificación de 3.6/5.
El sitio web Metacritic le dio a la película una puntuación de 44 de 100, basada en 40 reseñas, indicando "reseñas mixtas o promedio". Las audiencias encuestadas por CinemaScore le otorgaron a la película una "B+" en una escala de A+ a F, mientras que en el sitio IMDb los usuarios le asignaron una calificación de 6.3/10, sobre la base de 146 227 votos. En la página web FilmAffinity la cinta tiene una calificación de 5.6/10, basada en 7360 votos.